# هفتاد سی
هفتاد سی فیلمی کمدی اجتماعی محصول ۱۴۰۲ به کارگردانی بهرام افشاری و تهیه‌کنندگی سید ابراهیم عامریان و نویسندگی حمزه صالحی است. این فیلم اولین فیلم بهرام افشاری در مقام کارگردان است. افشاری به همراه هوتن شکیبا نقش‌های اصلی را ایفا کرده‌اند. اکران فیلم از ۷ آذر ۱۴۰۳ در سینماهای ایران آغاز شد و توانست با فروش بیش از ۳۶۰ میلیارد تومان، پرفروش‌ترین فیلم سینمای ایران لقب بگیرد.

## خلاصه داستان
برات و پرویز سعی می‌کنند تا یعقوب را که برندۀ جایزۀ قرعه‌کشی شده است، زنده نگه دارند تا آن را دریافت کند و قصد دارند سهمی را از آنِ خود کنند. با این حال، یک پزشک می‌گوید یعقوب به زودی خواهد مُرد و نقشۀ آنها برای بهره‌مندی از بُردهای او پیچیده می‌شود.

## بازیگران
| بازیگر           | نقش          | توضیحات                       |
| ---------------- | ------------ | ----------------------------- |
| بهرام افشاری     | برات امینی   | شخصیت اصلی                    |
| هوتن شکیبا       | پرویز لادَری  | شخصیت اصلی                    |
| صدف اسپهبدی      | کوکب         | همسر برات                     |
| مهدی حسینی‌نیا    | سیاوش        | برادرزن برات                  |
| الهه حصاری       | پروانه لادَری | خواهر پرویز، دختر خاتون       |
| سیاوش طهمورث     | یعقوب ایرجی  | همسر خاتون                    |
| ناهید مسلمی      | خاتون سرمدی  | زن یعقوب، مادر پرویز و پروانه |
| حسین پاکدل       | پزشک         | دکتر یعقوب                    |
| لادن ژاوه‌وند     | خانم امینی   | عمه برات، عاشق یعقوب          |
| امیرعلی قلعه‌قوند | نادر امینی   | پسر برات و کوکب               |

## بازخورد و استقبال

### فروش
فروش این فیلم بیش از ۳۶۰ میلیارد  تومان بوده است.

### بازخورد
این فیلم از طراحی کمدی گرفته تا دغدغه‌های دیگرش، اثری سطحی، ضعیف و ناموفق ارزیابی شده است. فیلم تلاش کرده از شوخی جنسی دور شود اما نتوانسته بدون آن، موقعیت کمدی ایجاد کند. در یکی از نقدهای آمده است: «تقریباً تمام کمدی فیلم هفتاد سی در بد و بیراه گفتن بهرام افشاری با لهجه خاص به دیگران خلاصه می‌شود. لهجه را از او بگیرید چیزی برای خنداندن در کاراکتر او وجود ندارد. کمدی هفتاد سی تماماً در دیالوگ و جنگ و دعوا و داد و فریاد کاراکترها خلاصه می‌شود و عملاً چیزی به نام ایجاد موقعیت کمدی در فیلم وجود ندارد.» اما فیلم به گونه ای است که از اول تا پایان فیلم لبخند بر روی لب‌های مخاطب وجود دارد.